# NGC 4497
NGC 4497 is een balkspiraalstelsel in het sterrenbeeld Maagd. Het hemelobject werd op 15 maart 1784 ontdekt door de Duits-Britse astronoom William Herschel.

## Synoniemen
- IC 3452
- UGC 7665
- MCG 2-32-113
- ZWG 70.145
- VCC 1368
- PGC 41457